# Marius Petrache
Marius-Cristian Petrache, né le 23 juillet 1987 à Bucarest, est un coureur cycliste roumain.

## Palmarès sur route

### Par année
- 2005
  -  Médaillé de bronze du championnat des Balkans du contre-la-montre juniors
- 2006
  - 2e étape du Mémorial Dan Racasan
- 2007
  - 4e étape du Turul Dobrogei
  - 3e du championnat de Roumanie du contre-la-montre espoirs
  - 3e du championnat de Roumanie sur route espoirs
- 2008
  - 2e du championnat de Roumanie sur route espoirs
  - 3e du championnat de Roumanie du contre-la-montre espoirs
- 2011
  - 3e du championnat de Roumanie sur route
- 2015
  - 2e du championnat de Roumanie sur route
- 2016
  -  Champion de Roumanie sur route
- 2017
  -  Champion de Roumanie sur route
- 2018
  - 3e du championnat de Roumanie sur route
- 2019
  - 3e du championnat de Roumanie sur route

### Classements mondiaux
| Année           | 2006 | 2007 | 2008 | 2009 | 2010 | 2011 | 2012 | 2013 | 2014 | 2015 | 2016 | 2017 | 2018 |
| --------------- | ---- | ---- | ---- | ---- | ---- | ---- | ---- | ---- | ---- | ---- | ---- | ---- | ---- |
| UCI Europe Tour | 410e | 819e | 812e |      |      | 761e |      |      | 887e | 466e | 490e | 501e | 820e |

## Palmarès sur piste
- 2018
  - 2e du championnat de Roumanie de keirin
  - 2e du championnat de Roumanie de vitesse par équipes
  - 3e du championnat de Roumanie de course aux points
  - 3e du championnat de Roumanie de vitesse
- 2019
  -  Champion de Roumanie de vitesse par équipes (avec Ionut-Andrei Andrei et Alin-Tani Catarig)
  - 2e du championnat de Roumanie de poursuite par équipes
  - 3e du championnat de Roumanie de vitesse

## Palmarès en VTT

### Championnats des Balkans
- 2006
  -  Médaillé de bronze du cross-country espoirs
- 2007
  -  Médaillé d'argent du cross-country espoirs

### Championnats nationaux
- 2007
  - 2e du championnat de Roumanie de cross-country
- 2011
  - 3e du championnat de Roumanie de cross-country

## Palmarès en cyclo-cross
- 2009-2010
  - 3e du championnat de Roumanie de cyclo-cross